# Crepis runcinata
Crepis runcinata es una especie de planta herbácea perteneciente a la familia de las asteráceas. Es originaria del oeste y del centro  de los Estados Unidos, donde crece en muchos tipos de hábitat. 

## Descripción
Es una especie variable con muchas subespecies. En general, es una hierba perenne que crece erecta, sin pelo, en su mayoría sin hojas, tallo sin ramificación hasta cerca de 80 centímetros de altura a partir de una raíz pivotante. Las hojas, sin pelo, se disponen  sobre la base de la planta en una roseta,  de forma oval con muchos dientes similares  o lóbulos triangulares, a veces carecen de lóbulos. La inflorescencia produce capítulos de flores con brácteas peludas, glandulares y muchos rayos flores amarillos. El fruto es un pequeño aquenio con vilano.

## Sinonimia
- Hieracium runcinatum E.James[2]